# Generation Iron
Generation Iron è un documentario del 2013 scritto e diretto da Vlad Yudin, con protagonisti svariati culturisti e la voce narrante di Mickey Rourke.

## Trama
Analisi del moderno bodybuilding tramite le interviste ai culturisti più conosciuti di oggi e del passato. In particolare segue i protagonisti che saranno presenti in preparazione per il Mr.Olympia 2012, tra cui Phil Heath detentore del titolo e Kai Greene, suo principale rivale, facendo emergere i vari aspetti della loro vita da professionisti, difficoltà e pensieri. Nel documentario compaiono anche Dennis Wolf, Branch Warren, Victor Martinez, Roelly Winklar e Hidetada Yamagishi.

## Produzione
Le riprese del documentario si svolgono in svariate parti del mondo, per poter intervistare i vari culturisti presenti nel documentario; le riprese sono effettuate in vari stati degli Stati Uniti d'America (California, New York, Colorado, Nevada, Texas, Florida, Ohio e Pennsylvania) insieme a delle location in Finlandia.

## Distribuzione
Il primo trailer del documentario viene diffuso il 27 agosto 2013.
La pellicola è stata distribuita nelle sale cinematografiche statunitensi a partire dal 20 settembre 2013.

### Divieti
Il documentario è stato vietato ai minori di 13 anni negli Stati Uniti d'America per la presenza di tematiche e linguaggio non adatti.

## Sequel
Nel 2017 è uscito il sequel Generation Iron 2, diretto sempre da Vlad Yudin, che ha altri protagonisti.